# Robert Desha
Pour les articles homonymes, voir Desha.
Robert Desha (14 janvier 1791, Gallatin – 6 février 1849, Mobile), est un militaire et homme politique américain.

## Biographie
Le 12 mars 1812, Dresha a été nommé capitaine dans le 24e régiment de l'infanterie des États-Unis dans la guerre de 1812. Il a également servi avec le brevet de major avant d'être libéré honorablement le 15 juin 1815.
Il a épousé Eleanor Shelby en 1816. Ils ont eu deux filles, Caroline et Phoebe Ann (épouse de Murray Forbes Smith et mère de Alva Belmont).
Élu Représentant du Tennessee en tant que Jacksonian aux 20e et 21e Congrès des États-Unis, Desha a siégé du 4 mars 1827 au 3 mars 1831 et a refusé de se porter candidat pour sa réélection en 1830 pour le 22e Congrès.
Il est le frère de Joseph Desha.

## Sources
- (en) Cet article est partiellement ou en totalité issu de l’article de Wikipédia en anglais intitulé « Robert Desha » (voir la liste des auteurs).